# Jean-Marc Ela
Jean-Marc Ela (* 27. September 1936 in Ebolowa, Kamerun; † 26. Dezember 2008 in Vancouver, Kanada) war ein kamerunischer Befreiungstheologe und Soziologe.

## Leben
Jean-Marc Ela wurde in Ebolowa im Süden Kameruns geboren. Seine Eltern waren Kleinbauern, die Kakao anbauten; er hatte sieben Geschwister. Ela besuchte eine Missionsschule und empfing 1964 die Priesterweihe. Anschließend studierte er Philosophie, Theologie und Soziologie in Straßburg und an der Sorbonne in Paris. 1969 promovierte er in Straßburg zum Doktor der Theologie mit einer Arbeit Transcendance de Dieu et existence humaine selon Luther. Essai d´introduction à la logique d´une théologie. 1978 erfolgte die Promotion in Soziologie zum Thema Structures sociales traditionnelles et changements économiques chez les Montagnards du Nord-Cameroun an der Sorbonne.
Von 1971 an war Ela über zehn Jahre lang als Missionar unter verarmten Angehörigen der Kirdi im Norden Kameruns tätig. Diese Tätigkeit beeinflusste stark die Entwicklung und Ausarbeitung seiner afrozentrischen Befreiungstheologie. Später lehrte Ela an der protestantisch-theologischen Fakultät der Universität Yaoundé und wurde dort 1985 Professor für Soziologie. Außerdem nahm er Lehrtätigkeiten und Gastprofessuren in Louvain-la-Neuve und Brüssel war.
Ela war ein entschiedener Kritiker des autoritären Regimes von Paul Biya. Anfang der 1990er Jahre feierte er regelmäßig die Messe in einer Pfarrgemeinde in Yaoundé und hielt sozialkritische Predigten, die insbesondere unter Studierenden beliebt waren. Er veröffentlichte Zeitungsartikel, in denen er die Demokratisierung des politischen Systems forderte. Von regierungsnahen Kreisen wurde Ela, der wie Präsident Biya der Ethnie der Bulu angehörte, jedoch zur Regierungspartei RDPC Distanz hielt, als „Verräter“ gebrandmarkt. Nachdem Ela vor möglichen Anschlägen auf sein Leben oder das von Familienangehörigen gewarnt worden war, ging er 1995 nach Kanada ins Exil, wo er an der Universität Laval in Québec und an der Universität von Québec in Montréal Soziologie lehrte.
Im Vergleich zu seiner Bekanntheit im Ausland war Elas Position in der katholischen Kirche Kameruns marginal. Er forderte, die afrikanische Kirche solle sich einem Prozess der Inkulturation unterziehen und auch wirtschaftlich unabhängig werden. Infolgedessen hat Ela nie an der Katholischen Universität von Yaoundé gelehrt. 1994 nahm er an der Bischofssynode in Rom teil, ohne der offiziellen kamerunischen Delegation anzugehören.
2008 starb Ela in einem Krankenhaus in Vancouver, nachdem er einige Jahre zuvor an Prostatakrebs erkrankt war.

## Ehrung
Jean-Marc Ela wurde 1999 die Ehrendoktorwürde der Katholischen Universität Löwen verliehen.

## Schriften (Auswahl)
- Christianity and Liberation in Africa. In: Rosino Gibellini (Hrsg.): Paths of African Theology. Orbis Books, Maryknoll 1994, S. 136–153.
- Mein Glaube als Afrikaner. Das Evangelium in schwarzafrikanischer Lebenswirklichkeit. Herder, Freiburg im Breisgau 1997 (Theologie der Dritten Welt, Band 10).
- Gott befreit. Neue Wege afrikanischer Theologie. Herder, Freiburg im Breisgau 2003 (Theologie der Dritten Welt, Band 30).